# Scutiger sikimmensis
Scutiger sikimmensis is een kikkersoort uit het geslacht Scutiger in de familie Megophryidae.
De soort werd voor het eerst wetenschappelijk beschreven door Edward Blyth in 1855. Blyth gaf er de naam Bombinator sikimmensis aan. In 1868 koos William Theobald B. sikimmensis als typesoort van het nieuwe geslacht Scutiger.
Zoals de naam aangeeft, werd de soort ontdekt in de Himalaya in Sikkim. Scutiger sikimmensis komt verspreid voor over Nepal en delen van Noord-India en Zuid-China (zuiden van de Tibetaanse Autonome Regio); wellicht ook in Bhutan en komt voor op hoogtes van 2700 tot 5000 meter boven het zeeniveau.